# Kalle Anka som moralens väktare
Kalle Anka som moralens väktare (även Kalle Ankas sommarlov) (engelska: Truant Officer Donald) är en amerikansk animerad kortfilm med Kalle Anka från 1941.

## Handling
En skoldag är Knatte, Fnatte och Tjatte ute och badar. Kalle Anka tar de på bar gärning, men de visar sig vara listigare än vad Kalle trodde. Exempelvis när Knattarna gömt sig i sitt klubbhus försöker Kalle röka ut de lägger de några rostade kalkoner i deras säng. Sedan klär en av pojkarna ut sig till ängel.

## Om filmen
Filmen hade svensk premiär den 9 augusti 1943 på biografen Spegeln i Stockholm.

## Rollista
- Clarence Nash – Kalle Anka, Knatte, Fnatte och Tjatte[6]